# Anton Stangl (Psychologe)
Anton Stangl (* 31. Mai 1917; † 11. Februar 2014) war ein deutscher Flieger, Graphologe, Psychologe, Verkäufer, Verkaufs- und Führungskräftetrainer und Esoteriker.

## Leben
Anton Stangl wuchs in Würzburg auf. Sein Vater war Amtsgerichtsrat, ein Bruder war der spätere katholische Bischof von Würzburg Josef Stangl und ein weiterer der spätere Generalleutnant Konrad Stangl. Nach seinem Abschluss in Jura studierte er Psychologie. Im Fach Psychologie wurde er 1949 zu einem Thema aus der Graphologie promoviert. Nach einer leitenden Tätigkeit als Verkäufer und als Verkaufstrainer wendete er sich Themen der Esoterik zu.

## Schriften (Auswahl)
- Versuch einer vergleichenden Graphologie, begründet auf einer Gegenüberstellung amerikanischer und deutscher Handschrift. Dissertation, Universität Würzburg, 8. März 1949.
- Praktische Verkaufspsychologie. Ein Wegweiser zu Persönlichkeitsentwicklung und Lebenserfolg. Verlag Forkel, Stuttgart 1958.
- Führen muss man können. Die psychologischen Probleme der Menschenführung. Econ-Verlag, 1975.
- Heilen aus geistiger Kraft. Zur Aktivierung innerer Energie. Econ-Taschenbuch-Verlag, 1984.
- Das Große Pendelbuch. Ansata Verlag, 2003, ISBN 978-3-7787-7251-5.